# Sphaerodactylus vincenti
Sphaerodactylus vincenti — вид геконоподібних ящірок родини Sphaerodactylidae. Мешкає на Карибах.

## Підвиди
Виділяють десять підвидів:
- Sphaerodactylus vincenti adamas Schwartz, 1964;
- Sphaerodactylus vincenti diamesus Schwartz, 1964;
- Sphaerodactylus vincenti festus Barbour, 1915;
- Sphaerodactylus vincenti josephinae Schwartz, 1964;
- Sphaerodactylus vincenti monilifer Barbour, 1921;
- Sphaerodactylus vincenti paulmarinae Breuil, 2013;
- Sphaerodactylus vincenti pheristus Schwartz, 1964;
- Sphaerodactylus vincenti psammius Schwartz, 1964;
- Sphaerodactylus vincenti ronaldi Schwartz, 1964;
- Sphaerodactylus vincenti vincenti Boulenger, 1891.

## Поширення і екологія
Sphaerodactylus vincenti мешкають на островах Домініка, Мартиніка, Сент-Люсія і Сент-Вінсент в групі Малих Антильських островів, а також на деяких сусідніх острівцях, таких як Дьяман. Вони живуть у вологих тропічних лісах і чагарникових заростях, в заростях бромелієвих, серед опалого листя і гнилої деревини та під камінням, трапляються на плантаціях. Відкладають яйця.